# Radio Tirana International
Radio Tirana International est une station de radio publique albanaise appartenant à la Radio Televizioni Shqiptar. Elle a deux stations sœurs de radios généralistes, Radio Tirana 1 et Radio Tirana 2. 
Radio Tirana International dispose de deux services en albanais (un pour l'Europe, l'autre pour l'Amérique du Nord) et de sept dans d'autres langues (allemand, anglais, français, grec, italien, serbe et turc). 

## Histoire
Depuis 1993, la station utilise le satellite pour couvrir les communautés albanaises du Kosovo, du Monténégro, de Macédoine et du Nord de la Grèce.